# Champa

Einflussgebiete auf dem Gebiet des heutigen Vietnam um 1100: Champa (grün), Dai Viet/Annam (gelb) und das Khmer-Reich von Angkor (hellblau)

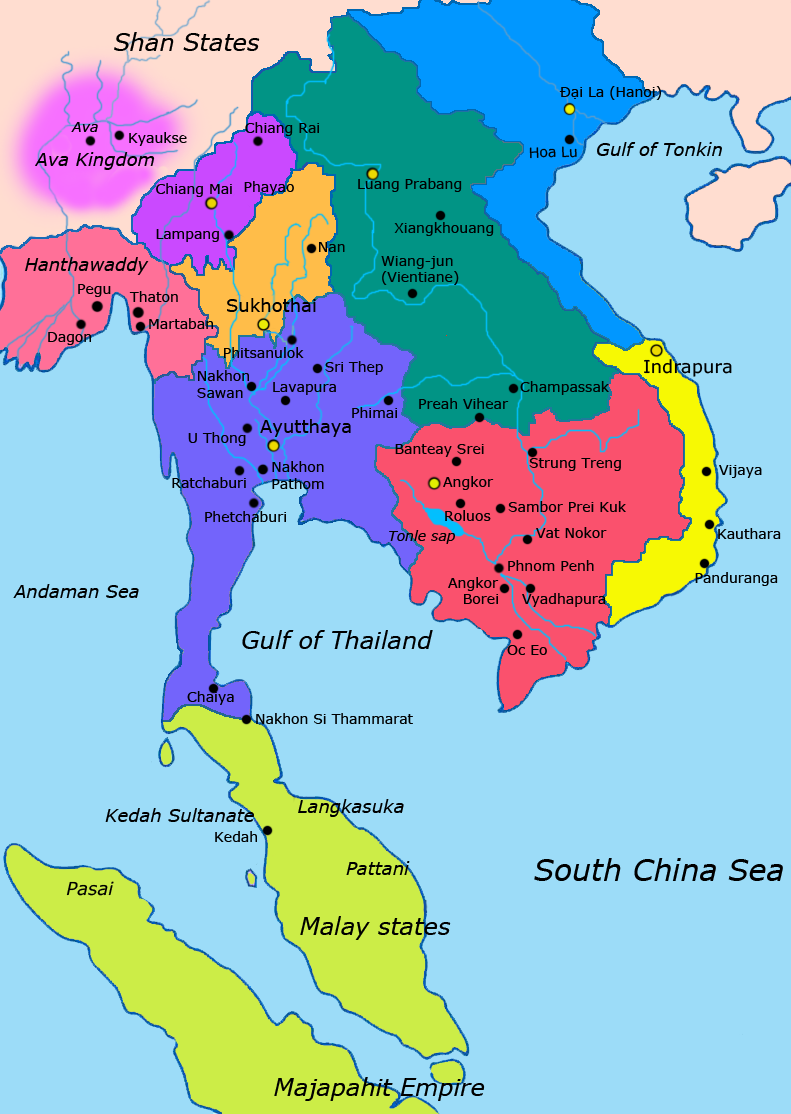
Einflussgebiete in Südostasien um 1400: Champa in gelb.

Champa (auch Aman, Khmer: ចាម្ប៉ា, Vietnamesisch: Chăm Pa) ist ein Oberbegriff für das historische politisch-kulturelle Netzwerk von Herrschaftsgebieten der im heutigen Südvietnam lebenden austronesisch-sprechenden Bevölkerung, besonders der Cham. Lokale Inschriften und chinesisch-vietnamesische Quellen haben wichtige Informationen zu Champa überliefert. Seine Blütezeit erreichte Champa im 9. und 10. Jahrhundert.
Piraterie und Sklavenjagden der Cham wurden an benachbarten Küsten verzeichnet. Diese Aktionen stießen dann auf Strafexpeditionen und später auf die mittelalterliche Eroberungspolitik („Nam tiến“) der Vietnamesen, die schließlich in der Neuzeit die Cham fast vollständig assimilierten.

## Herkunft und Gemeinschaft
Die Einwohner Champas (Cham, Rhade, Jarai) waren nach herrschender Auffassung in prähistorischer Zeit über die südlichen Meere gekommen und ethnisch-sprachlich den Malaien und Polynesiern zuzuordnen. Als eisenzeitliche Vorgängerin sieht man die Sa-Huynh-Kultur an. Allerdings ist die Sprache der Cham von zahlreichen Lehnwörtern, vor allem aus dem Sanskrit, Khmer, Vietnamesischen, Chinesischen und Tamil, durchsetzt. Kleidung, Aussehen und materielle Kultur der Cham entsprachen im Wesentlichen dem der Proto-Malaien, also den im dritten Jahrtausend vor Christus aus Südchina eingewanderten Vorfahren der Malaien: Baumwollgewand, Haarknoten, Ohrringe, ungewöhnliche Reinlichkeit, verbreiteter Gebrauch von Parfüm.
Die Staatsbildung im Siedlungsgebiet der Cham verlief offenbar zögerlich und in Etappen. Ob dabei die partikularistische Tradition der Seenomaden nachgewirkt hat, ist umstritten. In der Frühzeit von Champa bestanden mehrere parallele Zentren mit eigenen Herrschern, die untereinander wechselnde lose Allianzen eingingen, das heißt die Staatsorganisation kann man am besten als ethnisches, religiöses, politisches und kommerzielles Netzwerk verstehen. Die partikularistische politische Organisation wurde auch durch die Geografie bedingt, das heißt ihr Land bestand aus engen Tälern und steilen Berghängen und mangelte an guten Häfen, was den Zusammenschluss erschwerte.

## Die politischen Zentren
Es gab Anfang des 10. Jahrhunderts fünf Cham-Provinzen: Inđrapura (zwischen dem Đèo-Ngang-Pass und Huế), Amaravati (bei Huế und Đà Nẵng), Vijaya (bei Quy Nhơn), Kauthara (bei Nha Trang) und Panduranga (zwischen Phan Rang und Phan Thiết).

### Lin-yi
Zunächst machte sich in den letzten Jahren der Han-Dynastie (um 192) Khu Liên (in chinesischen Aufzeichnungen Qu Lián (區連) genannt), der Sohn eines lokalen Magistrats, im Süden der Jenan-Kommandantur zum König von „Lin-yi“ (vietnamesisch Lâm Ấp).
Das Zentrum Lin-yis wird beim heutigen Huế vermutet, vielleicht in Long Tho südlich des Huơng-Flusses. Archäologische Beweise oder Inschriften Lin-yis sind nahezu ausschließlich in chinesisch-vietnamesischen Quellen erhalten. Einzelne Autoren vermuten heute, dass die Einwohner Lin-yis sprachlich ursprünglich zu den Mon-Khmer-Völkern gehörten oder dass ihr Territorium gar nicht mit dem heutigen Vietnam, sondern mit einem Teil des Mekong-Gebietes identisch ist. Südlich von Lin-yi sollen sich zudem noch zehn weitere kleine Königreiche an der Küste befunden haben.
Lin-yi beschäftigte die Han zweieinhalb Jahrhunderte mit Plünderungen und Grenzkriegen. Mit seinen engen Tälern konnte es jedoch nur eine geringe Bevölkerungszahl ernähren, und die hohen Bergrücken erschwerten zusätzlich die Kommunikation der Cham untereinander. Doch baute man neben Reis auch Zuckerrohr, Baumwolle, Pfeffer und andere Kräuter an. Das wichtigste Handelsgut waren jedoch Sklaven. Bereits 248, also nach dem Zusammenbruch der östlichen Han-Dynastie in China, war es stark genug, um die chinesischen Grenzprovinzen Jiaozhi und Jiuzhen zu attackieren. Nach dem Shuijing zhu (6. Jahrhundert) wurde es 446 durch eine chinesisch-vietnamesische Expedition zerstört. Die Chinesen unter General T’an-Ho-che fertigten Löwen aus Papier und Bambus an, mit denen sie die gegnerischen Kriegselefanten erschrecken konnten und dadurch einen überwältigenden Sieg errangen.
Zwischen 758 und 877 hörten die chinesisch-vietnamesischen Chronisten mit der Benutzung des Begriffes Lin-yi auf, stattdessen verwendeten sie den Begriff Huan-wang, der sich aber sehr wahrscheinlich auf den Süden (d. h. auf Kauthara und Panduranga) bezog. Anschließend kam der Begriff Chan-ch’eng, d. h. Stadt von Champa oder Champapura auf; und damit das Wort Champa.

### Indrapura
Nach der Expedition von 446 tat sich ein benachbartes Zentrum bei Đà Nẵng in der heutigen Provinz Quảng Nam hervor, das auch als Indrapura bezeichnet wird. Diese Region ist durch ihre Architektur, Statuen und Inschriften auf Sanskrit und Cham bekannt. Ausgrabungsstätten sind Đồng Dương, Mỹ Sơn und Trà Kiệu (vgl. Cham-Architektur).
In Mỹ Sơn ließ Bhadravarman I. (um 399–413) den „Ersten Tempel“ bauen, von dem nur noch Überreste existieren. Bhadravarman ist zudem der früheste mit seinem Sanskritnamen überlieferte Cham-König und er ließ den Gott Bhadresvara etablieren, eine lokale Manifestation Shivas. Zu dieser Zeit (4. Jahrhundert) scheinen die Einwohner der Region die Cham-Sprache gesprochen zu haben (z. B. Inschriften in archaischem Cham ähnlich der königlichen Sanskrit-Texte). Der „Erste Tempel“ wurde später durch Feuer zerstört und von König Sambhuvarman (Fan Fan-che, reg. etwa 595–629) wieder aufgebaut.
Zur Zeit des Königs Sambhuvarman (Fan Fan-che) besetzten die Chinesen unter General Liu Fang das Land in Erwartung reicherer Tribute, konnten es aber nicht wirksam regieren (605).

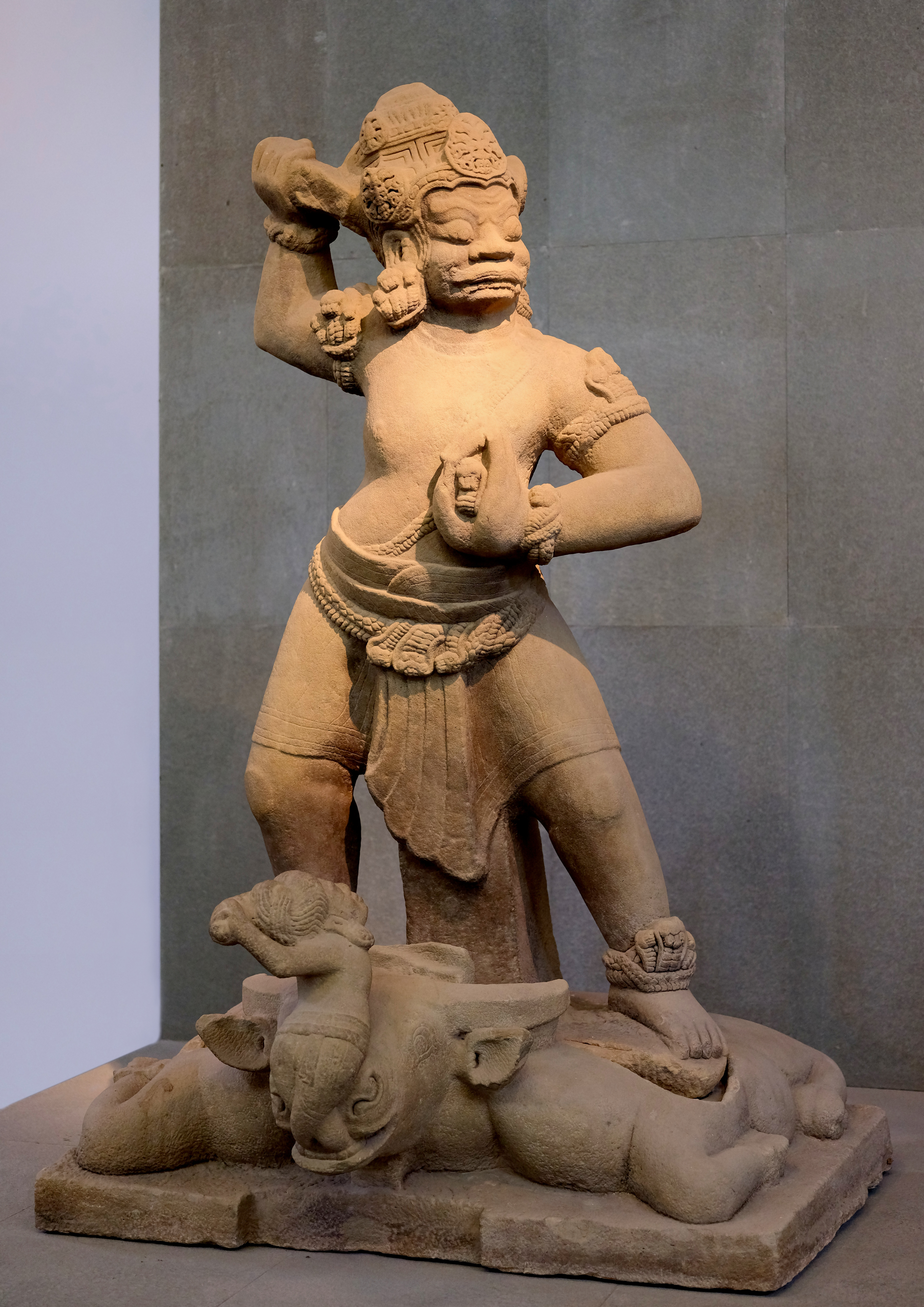
Tempelwächter, Provinz Quảng Nam, 9./10. Jahrhundert

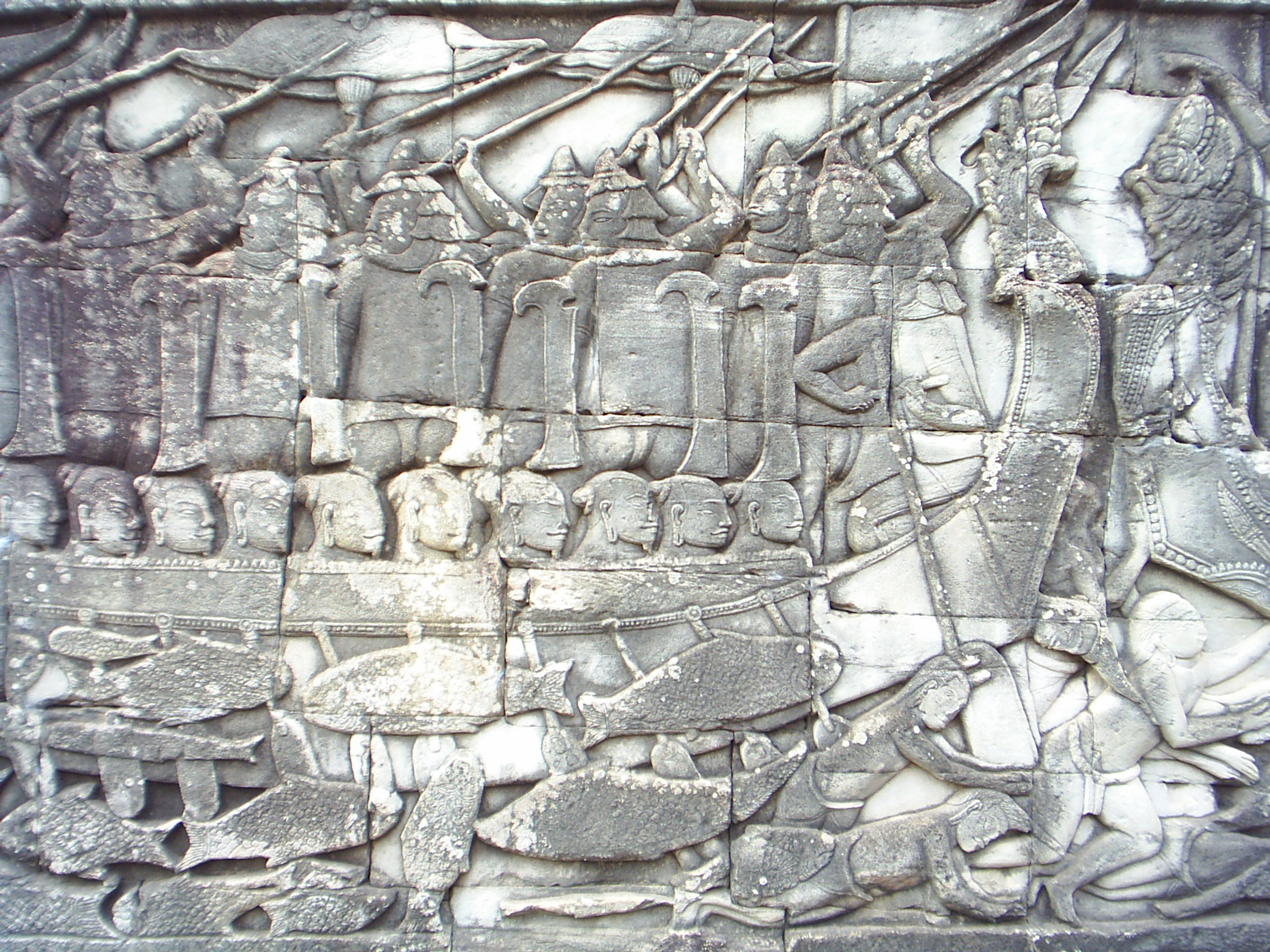
Die Khmer im Kampf mit den Cham. Relief am Bayon in Angkor, Ende 12. Jahrhundert

Die schrittweise Expansion der Vietnamesen nach Süden (Nam tien) 900 / 1100 / 1475 / 1650 / 1760

875 etablierte Indravarman II. Indrapura (reg. etwa 875–898) dort eine neue Dynastie. Während der Shiva-Kult fortbestand, führte Indravarman zusätzlich den Buddhismus ein. Die folgenden Könige betätigten sich als Bauherren und bauten z. B. My Son weiter aus.
Indrapura wurde 982 von dem Vietnamesen Lê Đại Hành/Lê Hoàn (reg. 980–1005), der Gründer der Früheren Lê-Dynastie, erobert, welcher auf einen vorherigen Angriff der Cham antwortete, nachdem der Cham-König Paramesvaravarman seine Botschafter ins Gefängnis hatte werfen lassen. Paramesvaravarman verlor in dem Krieg sein Leben und sein Nachfolger Indravarman IV. musste dann aus der Hauptstadt fliehen. Die Vietnamesen zerstörten die Hauptstadt und bei den Cham brach ein Bürgerkrieg aus. 989 stellte Harivarman II. Champa wieder her und schickte einen Tribut nach China.
Damals begann die Expansion des (seit 938 von China unabhängigen) „Vietnam“ nach Süden (Nam tiến), verbunden mit der Inbesitznahme und Bewirtschaftung des Landes durch die Vietnamesen. Über die weitere Zugehörigkeit der Region Quảng Nam gibt es mehrdeutige Hinweise, höchstwahrscheinlich waren die Cham-Könige dort noch bis zum späten 12. Jahrhundert aktiv.

### Vijaya
Vom 11. bis zum 15. Jahrhundert werden die Könige von Champa von den vietnamesischen Chronisten in der Region von Quy Nhơn geortet, d. h. in Vijaya. Und zwar hatte Yan Pu Ku, der Nachfolger von Harivarman II. um das Jahr 1000 die Hauptstadt von Indrapura dorthin verlegt.
Die Stadt wurde im 11. Jahrhundert zweimal von den Vietnamesen eingenommen. 1043 hatte der König Jaya Sinhavarman II. ein paar Schiffe zu Plünderungen an die vietnamesische Küste entsandt, und zudem auch noch dem Kaiser Lý Thái Tông (reg. 1028–1054) den Tribut verweigert. 1044 schickte Vietnam daher seine Flotte und konnte die ahnungslosen Cham vernichtend schlagen. Der König wurde getötet und die Hauptstadt erobert. 1068 wiederholte sich die Geschichte unter dem Cham-König Rudravarman III. (gest. 1074), welcher gefangen genommen wurde und einige Gebiete im Norden abtreten musste.
Der nächste König, Harivarman IV. (reg. 1074–1081), war erfolgreicher. Er schlug die Vietnamesen zurück und fügte auch den Khmer größere Niederlagen zu. 1076 griff er Vietnam im Bunde mit den Chinesen und Khmer an, erzielte aber keine Erfolge. Er ließ auch Indrapura wieder aufbauen.
Im 12. und frühen 13. Jahrhundert wurde das Land wiederholt von den Armeen des Khmer-Reiches erobert, welche eine Oberherrschaft über die Cham-Könige errichteten. Nachdem der König von Champa das Bündnis mit Suryavarman II. (reg. 1113–1150) gelöst hatte, griffen die Khmer 1145 an und eroberten die Hauptstadt. Trotzdem blieben die Cham aktiv: Der König Jaya Harivarman I. (1149 in Vijaya) wurde durch religiöse Stiftungen und die Förderung von Gelehrten bekannt, von denen einer der nächste König wurde. 1177 fiel sogar die Khmer-Hauptstadt Angkor vorübergehend in die Hände der Cham. Aber bereits 1190 revanchierten sich die Khmer (König Jayavarman VII., reg. 1181 - um 1220) und konnten Jaya Indravarman IV. (reg. 1167–1190) besiegen und gefangen nehmen. 1203 scheiterte der Versuch des Cham-Fürsten Vidyānandana, die Herrschaft der Khmer zu stürzen. Erst mit dem Verfall des Khmer-Reiches wurde Champa um 1226 wiederhergestellt.
Die Invasion Yüan-Chinas 1283 blieb eine Episode. Ihr Grund war, dass der greise König Indravarman V. (reg. 1266–88) ein persönliches Erscheinen am Kaiserhof ablehnte und sein Sohn einen Aufruhr gegen den chinesischen „Vizekönig“ organisierte. 1285 einigte man sich mit einer milden Tributzahlung.
Weitaus ernstzunehmender war die Bedrohung durch Vietnam. Und zwar war der abgedankte König (bzw. „Kaiser“) Vietnams 1301 auf seiner Pilgerfahrt nach Champa gekommen und hatte dem dortigen König die Hand seiner Tochter versprochen. Die Vietnamesen waren damit aber nicht einverstanden, und so bot der König Champas 1306 zwei seiner Grenzprovinzen (im heutigen Quảng Trị und Thừa Thiên) als Entschädigung an. Der Handel wurde durch den Tod des Königs, die Heimreise der Prinzessin Huyền Trân (wegen Witwenverbrennung) und Unruhen in den betreffenden Provinzen ungültig gemacht: es kam zum Krieg. 1312 eroberten die Vietnamesen Champa und machten es zu einer Provinz, bis es sich unter dem vietnamesischen Vizekönig Che Anan wieder als unabhängig erklärte.
Im weiteren Verlauf des 14. Jahrhunderts kam es unter dem König Po Binasour (vietnamesisch Chế Bồng Nga, reg. 1360–1390) zu einer Gegenoffensive der Cham gegen Vietnam, unter Ausnutzung des dynastischen Streits bei der untergehenden Trần-Dynastie. 1371 erobert Po Binasour die Hauptstadt Hanoi (Thăng Long): ein Angriff, der sich 1377 und 1383 erfolgreich wiederholte. Insgesamt unternahm dieser kriegerische König über zehn Angriffe auf Vietnam (Đại Việt). Er wurde in einer Seeschlacht getötet, bei der die Vietnamesen massiv neue Feuerwaffen einsetzten.
Nach 1441 zerfiel der Staat: Bürgerkriege, Herrscherwechsel und vietnamesische Interventionen (z. B. 1446) prägten das Bild. Schließlich eroberten die Vietnamesen 1471 unter der Führung des Kaisers Lê Thánh Tông die Hauptstadt Vijaya endgültig. Dabei wurden je nach Quelle 40.000 bis 60.000 Menschen massakriert, und die Gefangenen wurden bis zum Kap Varella getrieben. Die heutige Provinz Bình Định wurde Vietnam einverleibt, das Königreich verschwand und an seine Stelle traten kleine, den Vietnamesen tributabhängige Fürstentümer, die dann im 17. und 19. Jahrhundert vollständig im vietnamesischen Staat aufgingen. Gleichzeitig kam es zu einer Auswanderung der Cham bis nach Malakka.

### Kauthara und Panduranga
Das vierte Zentrum der Cham war Kauthara, beim modernen Nha Trang in der Provinz Khánh Hoà. Es ist von den Inschriften und Funden her mit der Quảng-Nam-Region, d. h. mit Indrapura vergleichbar, existierte aber noch bis zum Ende des 17. Jahrhunderts. Ein letztes Zentrum lag bei Phan Rang in der Provinz Ninh Thuận, d. h. in Panduranga. Auch in Panduranga regierten Cham-Könige jahrhundertelang, und zuletzt noch bis 1832 unter vietnamesischer Oberherrschaft.
Im 8. und 9. Jahrhundert wurde die Region von Panduranga und Kauthara von den chinesisch-vietnamesischen Chronisten als „Huan-wang“ bezeichnet. 744 griffen die Malaien und Javaner Kauthara an und plünderten viele Tempel, konnten aber von König Satyavarman verfolgt und geschlagen werden. 787 kam es zu einem erneuten javanischen Angriff. Satyavarman und seine Nachfolger (8./9. Jahrhundert) residierten in Panduranga und sind auch als Bauherren bekannt, z. B. in dem Heiligtum von Po Nagar bei Nha Trang. Indravarman I. (Champa)Indravarman I. (reg. ca. 787–802) soll seine Herrschaft sogar auf ganz Champa ausgedehnt haben.
Heute gibt es noch einige Hunderttausend Cham und die Mehrzahl davon lebt in der Ninh Thuận-Provinz. Unter ihnen ist spätestens seit dem 17. Jahrhundert der Islam weit verbreitet.

## Liste der Herrscher von Champa
Dynastie von Panduranga

- 757–770: Prithivîndravarman
- 774–780: Satyavarman
- 793–803: Indravarman I.
- 801–817: Harivarman
- 820–850: Vikrântavarman III.

Dynastie Bhrigu

- 850: Bhadravarman I.
- 854–898: Indravarman II.
- 898–903: Jaya Simhavarman I.
- 903–905?: Jaya Saktivarman
- 905–910: Bhadravarman II.
- 918–959: Indravarman III.
- 960–971/972: Jaya Indravarman I.
- 971–982: Paramesvara Varman I.
- 982: Indravarman IV.
- 983–986: Lưu Kế Tông (annamitischer Usurpator)
- 988: Indravarman V.

Dynastie von Indrapura

- 991–998: Vijaya Shrî Harivarman II.
- 998–1007: Yan Pu Ku Vijaya Shrî
- 1010: Harivarman III.
- 1018: Parasmesvara Varman II.
- 10??–1030: Vikranta Varman II.
- 1030–1044: Jaya Simhavarman II.

Dynastie von Vijâya

- 1044–1060: Jaya Paramesvara Varman I.
- 1060–1061: Bhadra Varman III.
- 1061–1074: Rudra Varman III.

Dynastien im Süden

- 1074–1080: Harivarman IV.
- 1080–1081: Jaya Indravarman II.
- 1081–1086: Paramabodhisattva
- 1086–1113: Jaya Indravarman II. (erneut)
- 1113–1129: Harivarman V.
- 1129–1145: Jaya Indravarman III.
- 1145–1147: Harideva (Vizekönig)
- 1147–1166: Jaya Harivarman I.
- 1166–1167: Jaya Harivarman II.
- 1167–1190: Jaya Indravarman IV. (Usurpator)
- 1190–1191: Surya Jayavarmadeva von Vijaya
- 1191–1192: Jaya Indravarman IV. von Pandurang
- 1192–1203: Surya Jayavarmadeva (erneut)
- 1203–1220: Okkupation durch die Khmer
- 1220–1252: Jaya Paramesvara Varman II.
- 1252–1257: Jaya Indravarman V.
- 1257–1285: Jaya Indravarman VI.
- 1285–1307: Simhavarman IV. (Chê Mân)
- 1307–1313: Simhavarman V. (Chê Chi)
- 1313–1318: Chê Nang
- 1318–1342: Chê A Nan
- 1342–1352: Chê Mô
- 1352–1360: Tra Hoa Bo-dê
- 1360–1390: Chê Bong Ngo
- 1390–1400: Simhavarman VI. (La Khai)
- 1400–1441: Jaya Indravarman VII. (Ba Dich Lai)
- 1441–1446: Vijaya (Maha Bi Cai)
- 1446–1449: Maha Qui Lai
- 1449–1458: Maha Qui Dô
- 1458–1460: Banla Tra Nguyêt
- 1460–1471: Banla Tra Toan

Auflistung von Champa

- 1471–1478: Bô Tri Tri au Panduranga
- 1478–1505: Gulai
- 1505– ?: Tra Toai
- 1543: Tra Phuc
- 1602: Po Klau Halu
- nach 1602: Po Nit
- 1627–1644: Po Ramé
- nach 1644: Po Nraup
- 1693: Po Saut

Dynastie Po (Vasallen der Annamiten)
- 1696–1728: Po Saktirai da putih (Po Saktiraydapith)
- 1728–1730: Po Ganvuh da putih
- 1731–1732: Po Thuttirai
- Interregnum
- 1735–1763: Po Rattirai
- 1763–1765: Po Tathun da moh-rai
- 1765–1780: Po Tithuntirai da paguh
- 1780–1781: Po Tithuntirai da parang
- Interregnum
- 1783–1786: Chei Krei Brei
- 1786–1793: Po Tithun da parang
- 1793–1799: Po Lathun da paguh (Po Ladhhuanpughuh)
- 1799–1822: Po Chong Chan (Po Sau Nun Can)

## Kultur
Man bemerkt einen hinduistischen Einfluss und indischen Stil in der Cham-Architektur an Palästen und Tempeln, der dann durch Einflüsse aus dem Khmerreich und Java abgelöst wurde. Bereits Ende des 2. Jahrhunderts könnten Inder vom Godavari und Krishna-Fluss nach Champa gekommen sein, wie die (zeitlich umstrittene) Pfeiler-Inschrift von Vô-canh nahelegt. Schriftliche Zeugnisse, zum Beispiel zwischen dem vierten und dem fünfzehnten Jahrhundert ausgeführte Steininschriften, sind zum Teil in Sanskrit, zum Teil in altem Cham oder in beiden Schriften verfasst. Der religiöse Kult erreichte nie die Ausmaße wie bei den Khmer und die Tempel der Cham blieben schlichte Turmheiligtümer. Die bevorzugten Götter waren Shiva nebst Gattinnen und dessen Sohn Ganesha. Auch der Buddhismus hatte jedoch seit dem 9. Jahrhundert Klöster und Tempel in Champa.
Die Cham waren aber nicht nur Seefahrer, Fischer und Piraten, sondern auch erfahrene Ackerbauern mit eisernen Pflügen und 12 Meter hohen Pumpwerken für die Bewässerung. Zudem galten sie als gute Weber und Metallarbeiter. Bereits im 5. Jahrhundert sollen sie nach chinesischen Quellen die Ziegelbauweise benutzt haben.
Das indische Kastensystem wurde in Champa nicht allzu ernst genommen, weil es das Clan-System der indonesischen Inselwelt nicht verdrängen konnte. So konnten adelige Damen Männer niederer Kasten heiraten, wenn sie nur aus der gleichen Familiengruppe stammten. Witwenverbrennungen waren am Königshof üblich.
Anscheinend hat in Champa kein organisiertes System der Strafjustiz bestanden. Die Gesellschaft basierte in großem Ausmaß auf Sklaverei. Diese Tatsache trug entscheidend zum Untergang bei.
An frühen Tempelreliefs ist zu erkennen, dass die Cham Stabzithern, Harfen (vgl. die indische vina), Flöten, Rahmentrommeln, Zimbeln und Gongs spielten. Der chinesische Reisende Ma Tuan Ling erwähnte im 5. Jahrhundert Musikinstrumente, von denen einige heute noch verwendet werden: ein zweisaitiges Streichinstrument (heute kahni), eine Kegeloboe (sarinai, abgeleitet von der indischen shehnai), eine zweifellige Trommel (ganang), eine kleine Glocke (cheng) und Büffelhörner. Die meiste Musik gehörte zu religiösen Zeremonien und war stilistisch nach ihrer Verwendung bei Übergangsriten (Hochzeiten, Beerdigungen) und jahreszeitlichen Festen unterteilt. Tanztheater führten das indische Epos Ramayana auf.